# Wisen
Pour l’article ayant un titre homophone, voir Wiesen.
Wisen est une commune suisse du canton de Soleure, située dans le district de Gösgen. Elle donne son nom au Wisenberg.